# 圣多明戈斯
圣多明戈斯（葡萄牙語：São Domingos）是巴西巴伊亚州的一个市镇。总面积265.375平方公里，总人口7250人，人口密度27.3人/平方公里。